# Barta Emil
Barta Emil (1965–) fordító, víváskutató, író, blogger, wikipédista. A legnagyobb magyar vívófórum - Vívás mint harcművészet - elindítója és egyik legaktívabb közreműködője. A leglátogatottabb magyarországi – angol és magyar nyelvű – szablyablog szerzője.

## Életútja

### Víváskutatás
Barta Emil 2005 óta tanulmányozza a vívás különféle változatait a japán kendótól a magyar barantáig, a középkori hosszúkardvívástól a modern olimpiai kardvívásig. Ezalatt megismerte az ország számos vívócsoportját: az Ars Ensist, a Diósgyőri Aranysarkantyús Lovagrendet, az Egri Vitézlő Oskolát, a Magyar Szablyavívó Iskolát, a Mare Temporist, a miskolci Mushin Kendo Klub tagjait, az Országos Baranta Szövetség (OBSZ) vívóit (központi csapat, Nimród Baranta, Hejő Törzs Baranta), a Szablya Iskoláját, a Végek Művészete Szablyavívó Iskolát. 2019-ben további vívóműhelyekkel sikerült felvennie a kapcsolatot: Georgikon Szablya Kör, Crosscut HRST, Falka Vívóiskola.

#### Grundvívás

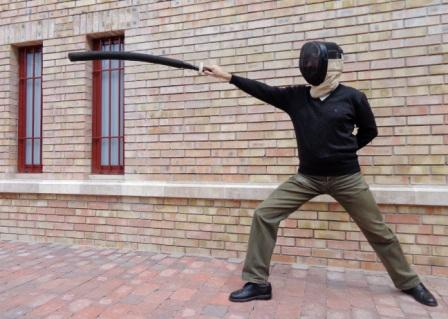
Egy grundvívó

2009-ben kezdte el gyakorolni az olimpiai kardvívást Patócs Béla vívóedző útmutatásait követve. Az évek során kidolgozásra került egy olyan módszertani rendszer, mely egy megfelelően szabályozott, biztonságos és komolyabb anyagi ráfordításokat nem igénylő környezetet teremt az európai történelmi vívás gyakorlásához, miközben komoly intellektuális és testi kihívásokkal szembesíti a vívókat. A rendszer hangsúlyozottan kizárólag a történelmi európai hagyományokból kíván meríteni és nem használja fel más - főleg távol-keleti - vívóhagyományok (pl. kendó, kenjutsu) elemeit. A grundbirkózás mintájára lett grundvívásnak elnevezve. A rendszer módszertani alapjait, vázlatos edzéstervét a 2016-ban közreadott A történelmi kardvívás alapjai c. e-könyv tartalmazza.
A Miskolci Egyetemen 2017 szeptembere óta folyamatosan vannak grundvívó közös gyakorlások. Az egyetem központi könyvtárában szervezett vívásokat mind a diákok, mind pedig az egyetem oktatói is látogatják. Az itt edző egyetemi oktatók komoly sportvívói múlttal rendelkeznek.
A grundvívással számos egyetemi rendezvényen ismerkedhettek a hallgatók: Könyvtári piknik (2018, 2019), Kutatók Éjszakája (2018, 2019).

#### Versenyzés

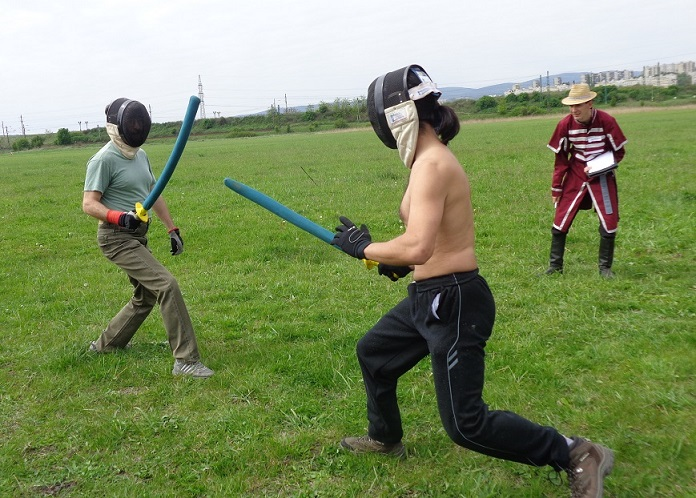
Szablyavívók küzdelme a Bors Kupán (2017)

2011 óta rendszeresen indul a különböző szabályrendszerek szerint lebonyolított nem olimpiai vívóversenyeken, köztük számos, az OBSZ által rendezett baranta szablyavívó versenyen (Balassi Kupa (2011), Kárpát Kupa (2013, 2014), Zrínyi Kupa (2018)). Eddigi legjobb eredményei:
- Ars Ensis Lovagi Torna (Visegrád, 2013): egykezes kard (1. hely), összetett (egykezes kard + hosszúkard) (3. hely)[8]
- Bors Kupa (Miskolc, 2017) szablyavívás: ............... 1. hely[9]
- Bors Kupa (Miskolc, 2019) szablyavívás: ............... 1. hely[10]

#### Egyéb

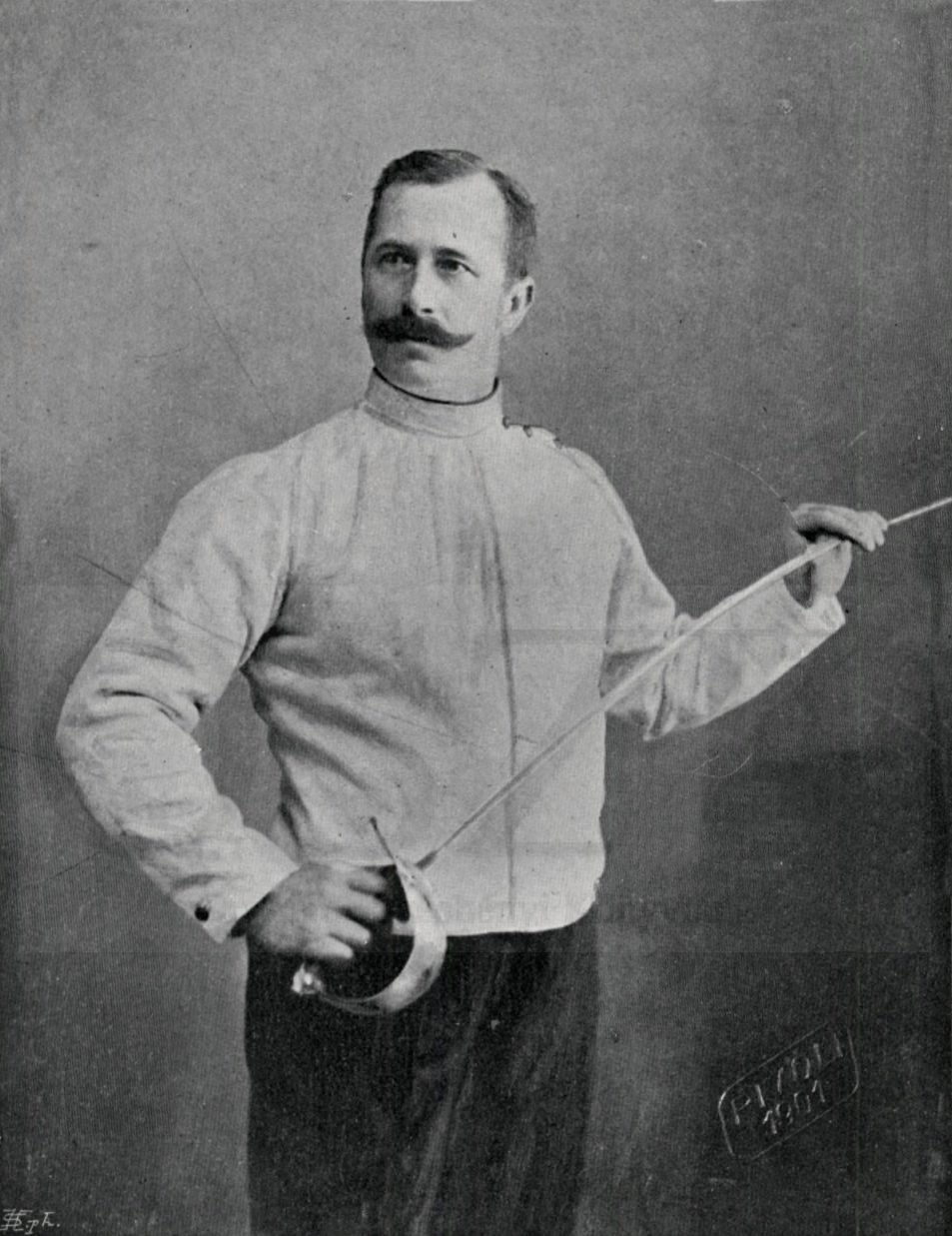
Arlow Gusztáv vívómester

Kezdeményezésére 2009 novemberében – a miskolci Mushin Kendo Klub közreműködésével – megvalósult az első dokumentált, magyarországi kendó–európai vívás találkozó.
A víváskutatással kapcsolatos első eredményeit 2013-ban ismertette A magyar kardvívás tündöklése és... c. előadáson. Szintén 2013-ban megkapta az Ars Ensis Emlékérmet az egykezes vívókard fejlesztéséért.
Ötletadóként, látványtervezőként és vívástörténeti szakértőként közreműködött A selmeci vívás fénykora c. kiállítás megvalósításában, mely a Miskolci Egyetem könyvtárában volt látható 2018. március 8. és április 5. között. A kiállítás látogatói megismerhették a selmeci Bányászati és Erdészeti Főiskola 1860 és 1918 közötti vívóéletét, a főiskolán tanító lovag Arlow Gusztáv vívómester életútját, illetve a korszak párbajmániás hangulatát. A rendezvényen Németh Árpád budapesti vívómester muzeális értékű gyűjteményéből származó, korabeli tárgyak - vívókardok, párbaj gyakorlására szolgáló kardok, vívó- és párbajkönyvek - voltak kiállítva.
Rendszeresen tart előadásokat, pl. 2021-ben a Herman Ottó Múzeum egyik kiállítóhelyén, a Petró-házban, ahol a Három Asszó - Kardok, történetek, kitekintések a Kárpát-medencéből c. előadássorozat keretében tartotta meg előadásait a miskolci vívás kezdeti időszakáról, a magyar szablyavívás történetéről, végül a külföldi szablyavívás írott forrásairól.

### Vívás mint harcművészet
Az egyik első önálló, magyar nyelvű vívófórum a Militia.hu honlapon működött 2008 és 2013 között. Az üzemeltetők döntése alapján ez a fórum megszünt, 2013 és 2017 között csupán statikus archivumként volt hozzáférhető, később a vívófórum korábbi hozzászólásai teljes mértékben hozzáférhetetlenné váltak. Közben a vívással kapcsolatos társalgás a Harcművészetek topikban folytatódott.
Az előző vívófórum megszűnése után, 2015 januárjában lett elindítva a Vívás mint harcművészet vívótopik, amely a maga 12900 feletti hozzászólásával jelenleg a legnagyobb magyar nyelvű, megfelelő keresőfunkcióval rendelkező, vívással kapcsolatos netes társalgás. Gyakorlatilag az összes hazai, nem olimpiai vívóirányzat képviselője jelen van a topikban: a kendótól a barantáig, az eskrimától a kendzsucuig. Számos olyan vívóiskola - pl. Ars Ensis, Georgikon Szablya Kör, A Végek Művészete Szablyavívó Iskola - képviselője ír vagy írt ide hozzászólásokat, amely iskola a történelmi európai vívás különböző változataival és korszakaival foglalkozik (pl. hosszúkard, szablya).

## Elismerései
- 46. Istvánffy Gyula honismereti gyűjtőpályázat: II. hely[26][27]

## Művei
- A történelmi kardvívás alapjai. MEK, 2016
- Az ismeretlen Gerevich. MEK, 2021
- Észrevételek A vívás története c. tanulmányhoz. MEK, 2023

### Cikkei
- Teljes élet egy díva árnyékában – Muráti (Murz) Frigyes, a reneszánsz ember. Honismeret, 2018/1.[28]
- A selmeci vívás fénykora kiállítás. MEgazin, VI. évf., 3. szám.[29]
- Gerentsér László − a tudományos vívás bölcs doktora. Szeged várostörténeti és kulturális folyóirat, 2023/5.

## Fordításai
- A.A. Glebova: A kics-gorodecki járás festett díszítményei (Vologdai terület). A Herman Ottó Múzeum Évkönyve XLVI., 2007, 613-628. o.
- N.G. Nedomolkina: Kovakőplasztikák a Szuhona folyó és a Kuben-tó melletti táborhelyekről. A Herman Ottó Múzeum Évkönyve XLVI., 2007, 597-604. o.

## Egyéb

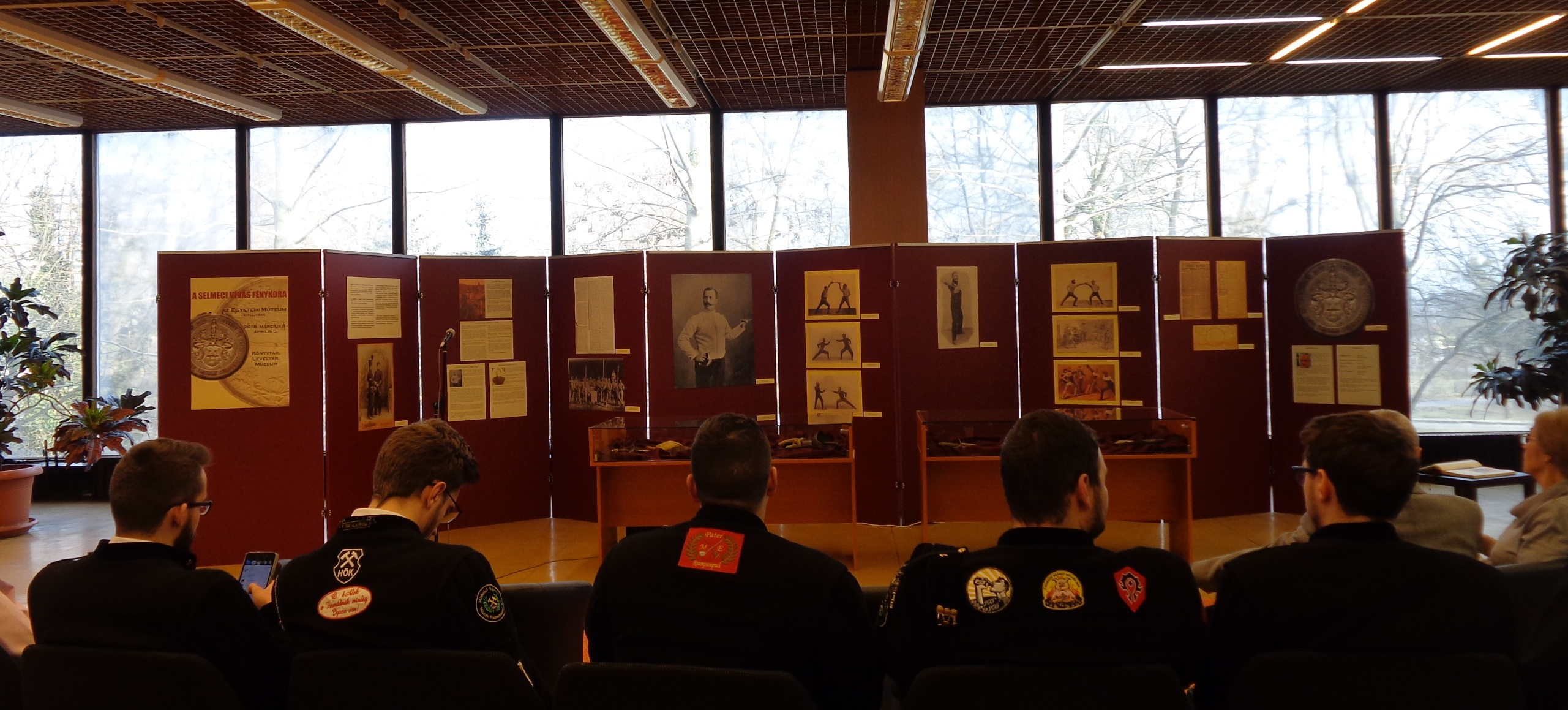
A 2018-as kiállítás megnyitója